# Graphonema biseriale
Graphonema biseriale är en rundmaskart som beskrevs av Christian Wieser 1959. Graphonema biseriale ingår i släktet Graphonema och familjen Chromadoridae. Inga underarter finns listade i Catalogue of Life.